# 唐·麦克尼尔
唐·麦克尼尔（英語：Don McNeill，1918年4月30日—1996年11月28日），美国男子网球运动员。他曾获得法国网球公开赛男子单打冠军、男子双打冠军、美国网球公开赛男子单打冠军、男子双打冠军。